# Laren (mythologie)

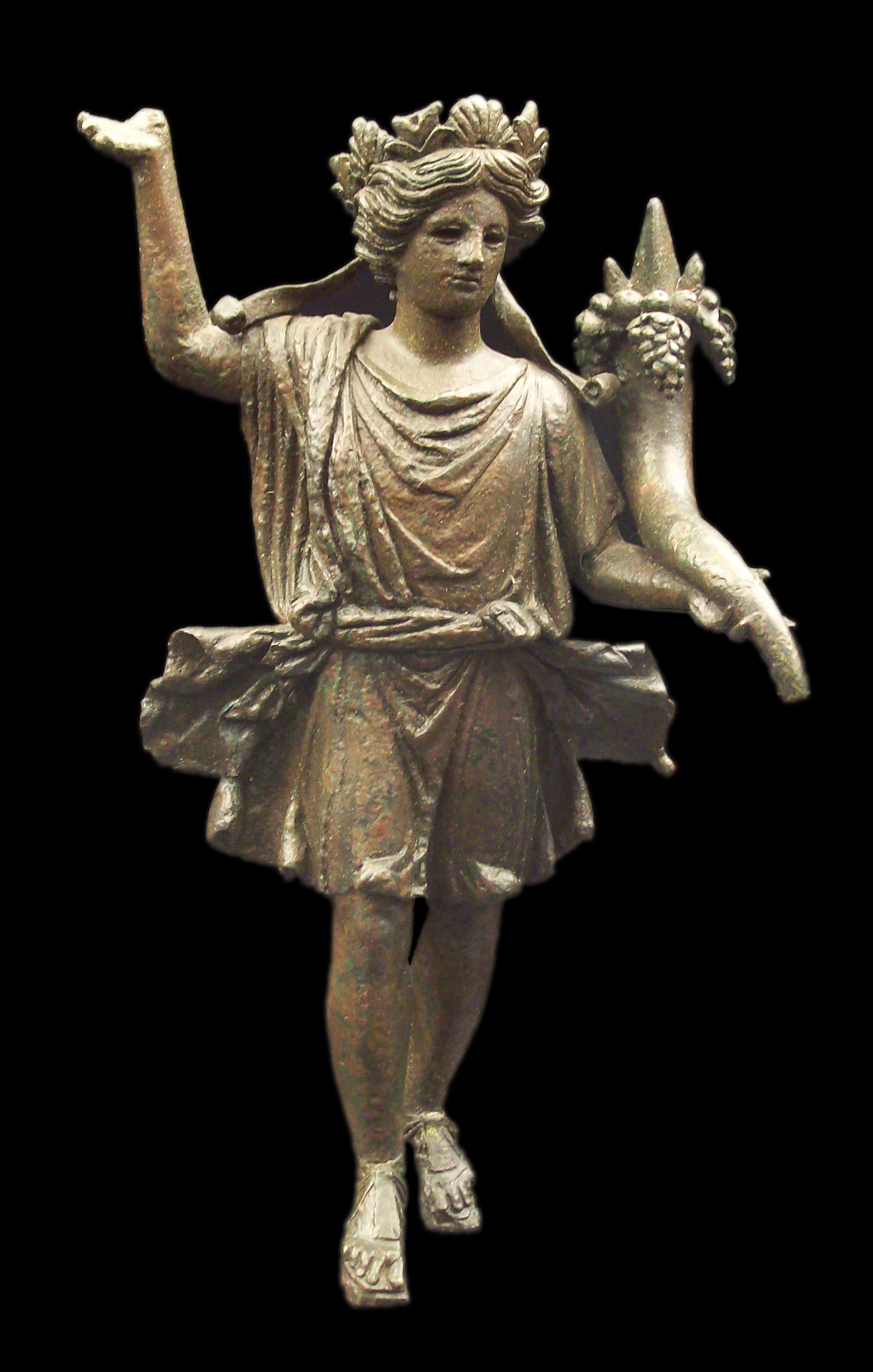
Lar familiaris (1e eeuw, M.A.N., Madrid).

De Laren (Latijn: lares, enkelvoud lar; soms ook lases of genii loci; Etruskisch: lars: heer, vorst) waren Romeinse godheden die het huis en het gezin beschermden.

## Evolutie
Meestal werden de Lares, die de Romeinen vereerden, gehouden voor de verheerlijkte geesten van hun voorvaderen. Toch was de kring, waarover zij hun werkzaamheid uitstrekten, te uitgebreid, dan dat men niet ook met die naam wezens met een oorspronkelijk goddelijke natuur zou hebben bedoeld. In het volksgeloof waren zij beschermgeesten van de wegen en straten, van de huizen en ook van de staat. In latere tijden, toen men de geesten van allerlei soort door elkaar begon te mengen en alleen het onderscheid tussen goede en kwade geesten bleef bestaan, nam men aan, dat de zielen van de goede mensen na hun dood Lares, die van slechte Larvae of Lemures werden.

### Ontstaan

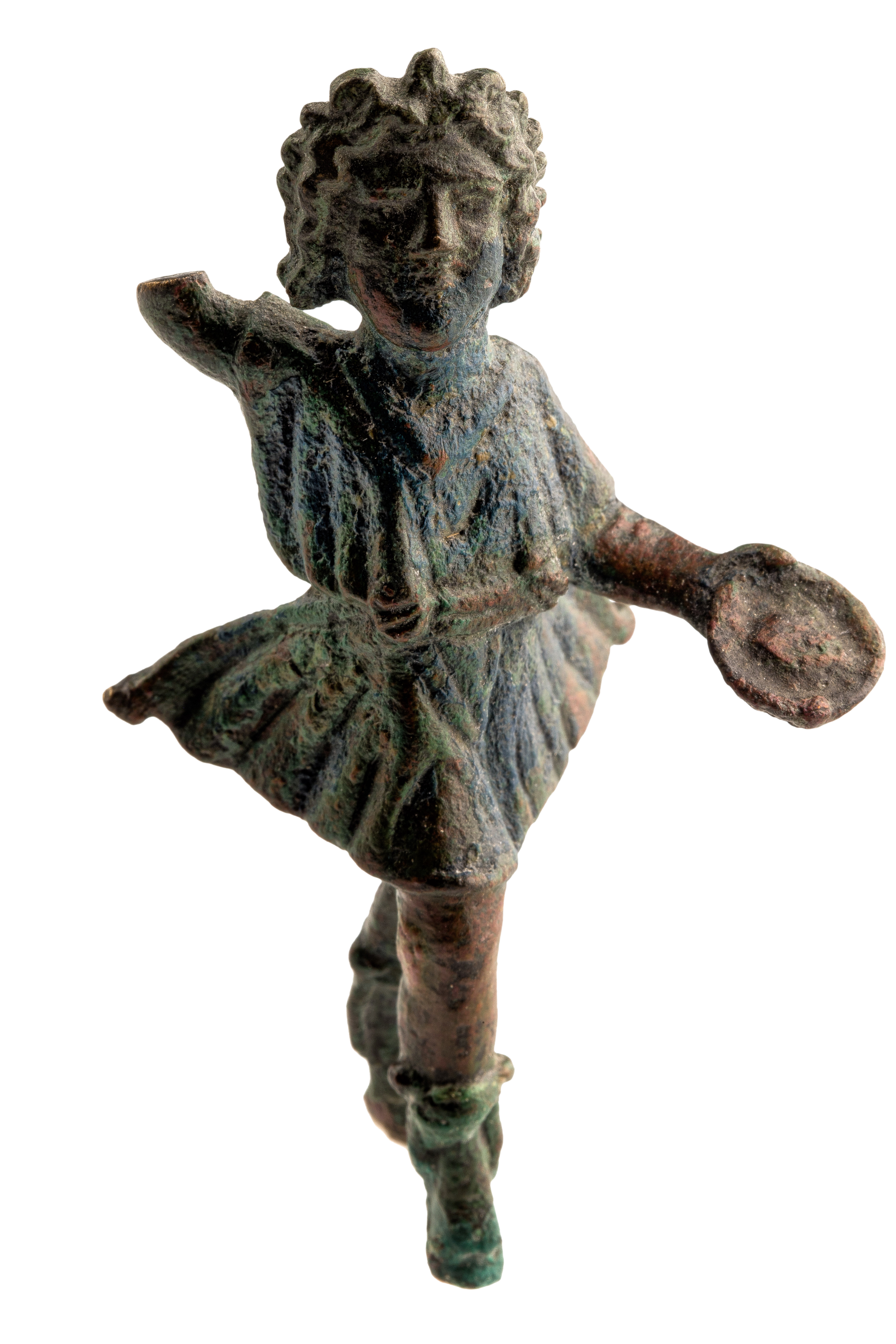
Beeldje van een Lar, 0-200 n. Chr., ca 7,7 cm Gallo-Romeins Museum, Tongeren

Het geloof aan deze Lares is op het platteland ontstaan, waar zij werden beschouwd als zegenaanbrengende beschermgeesten van de velden, wijnbergen, wegen, kortom van het landelijk verkeer. In het huis zelf werden zij vereerd als Lares familiares, onder wie één enkele de Lar familiaris, de eigenlijke beschermgeest van de familia is. Koning Servius Tullius heette een zoon te zijn van zulk een Lar familiaris. Daarom stichtte hij in de stad het feest van de Lares compitales (zie onder).

### Heropleving

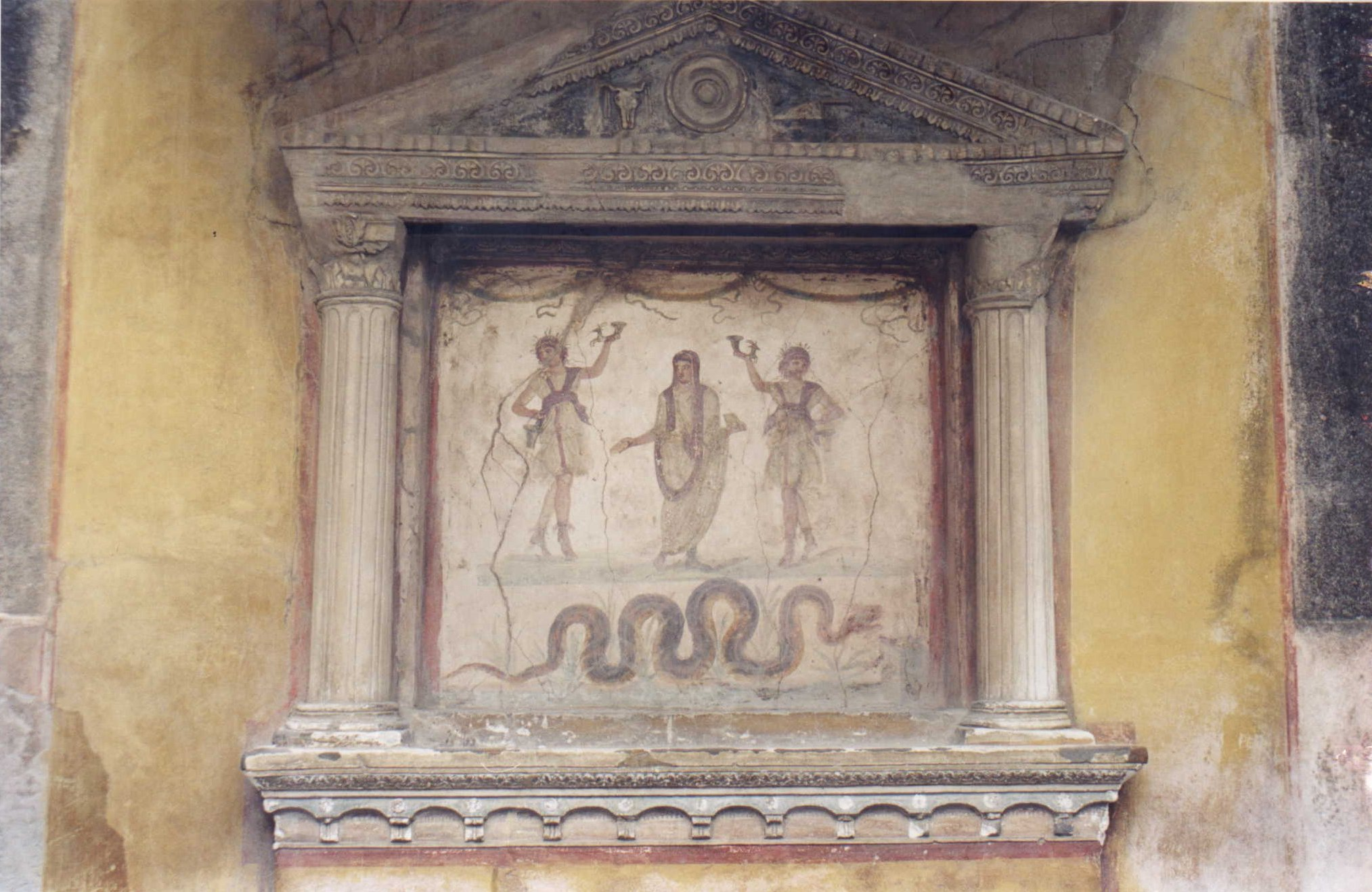
Huisaltaar voor de Lares met een afbeelding van de twee Lares en Augustus (Huis van de Vettii, Pompeï).

Onder de regering van de princeps Augustus, die grote schoonmaak hield in de Romeinse godsdienst, werden de Lares, wier eredienst in verval was geraakt, in ere hersteld. Toch zou hij een ingrijpende verandering invoeren, die tot de verwatering van hun dienst zou leiden: hij liet zijn genius - persoonlijke beschermgeest - namelijk samen met de Lares compitales vereren. Hierdoor zouden de grenzen tussen lares, genii en andere beschermgeesten vervagen.

### Verval
Langzamerhand ontaardde de dienst van de Lares en verwarde zich meer en meer met die van de Penates en Genii. Vooral nadat de Genius Augusti onder de Lares was opgenomen, ter ere van de welke vooral op de Kalendae van augustus een feest werd gevierd, identificeerde men de Lares meer en meer met de Genii en de zielen, hetzij van levenden, hetzij van doden. Ja zelfs de dienst van de Lares familiares ging meer en meer op in de dienst van beroemde doden. Hier kwam bij, dat het atrium niet meer de plaats was, waar zich het ganse gezin iedere dag verenigde, en de haard in dat vertrek kon dus niet meer de aangewezen plaats voor de beelden van de Lares zijn. Men maakte nu afzonderlijke kasten daarvoor, Lararia genaamd, die òf dadelijk bij de ingang van het huis stonden en bij het in- en uitgaan werden begroet, òf, en vooral bij de rijkeren, naast de slaapkamer. De daarin geplaatste beelden waren van zilver.
Behalve de beschermgeesten van de familia werden nu ook levenden als Lares vereerd, zo in bijna elk huisgezin de regerende keizer; dikwijls ook vrienden, leraren en beroemde, zeer dikwijls beschermers van aanzien. Een voorbeeld van het verval van de dienst van de Lares levert hetgeen werd gedaan door keizer Alexander Severus. Hij bezat twee Lararia. In het ene dat naast zijn slaapvertrek stond, waren de beeltenissen geplaatst van de tot de rang van tot god verheven keizers en verder die van mannen, die door wijsheid, heiligheid of grote daden hadden uitgemunt. Men vond daarin Apollonius van Tyana en Christus, Abraham en Orpheus en ook Alexander de Grote. Het tweede Lararium bevatte de beelden van beroemde dichters en schrijvers en van de helden uit de Romeinse en Griekse voortijd. Men vond er het beeld van Achilleus naast die van Cicero en Vergilius.

## Lares
Er zijn verschillende soorten Lares in de Romeinse godsdienst waaronder de Lares familiaris en Lares compitales de belangrijkste waren.

### Lares familiaris

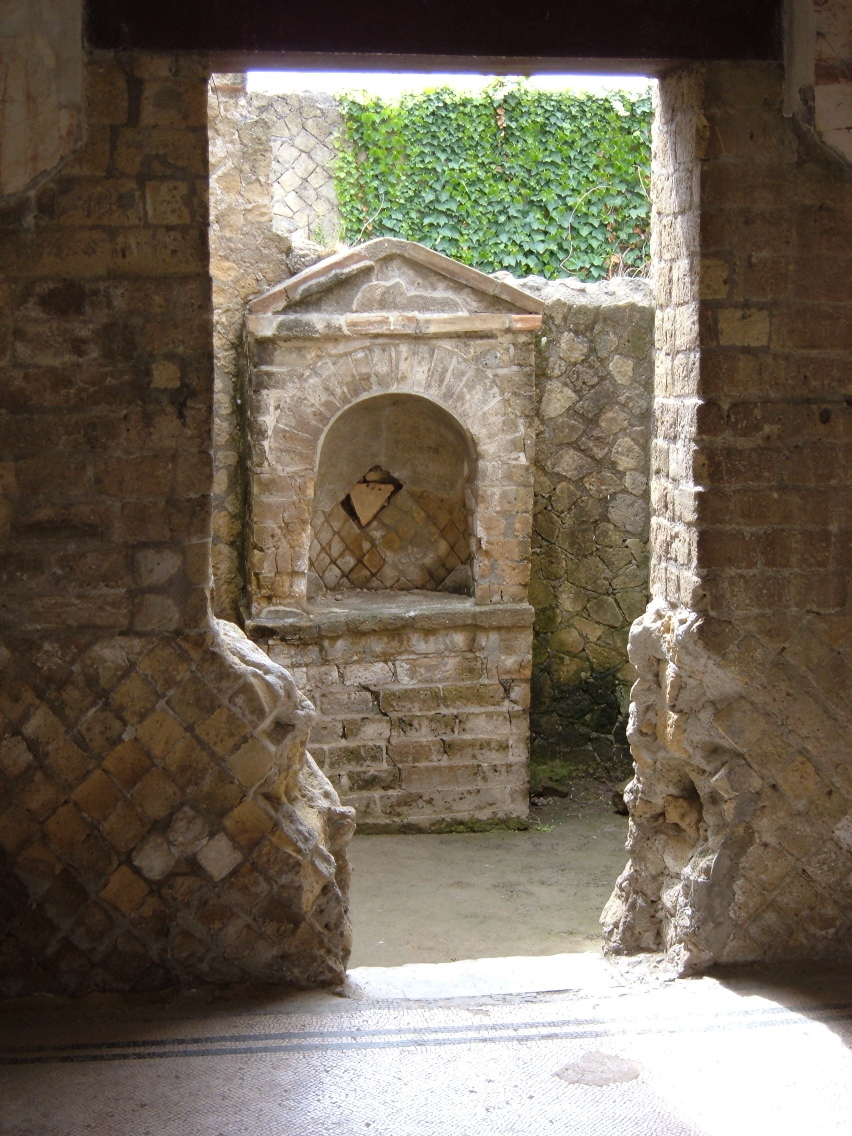
Een huisaltaar te Herculaneum dat waarschijnlijk voor zowel offers aan de Penates als de Lares diende.

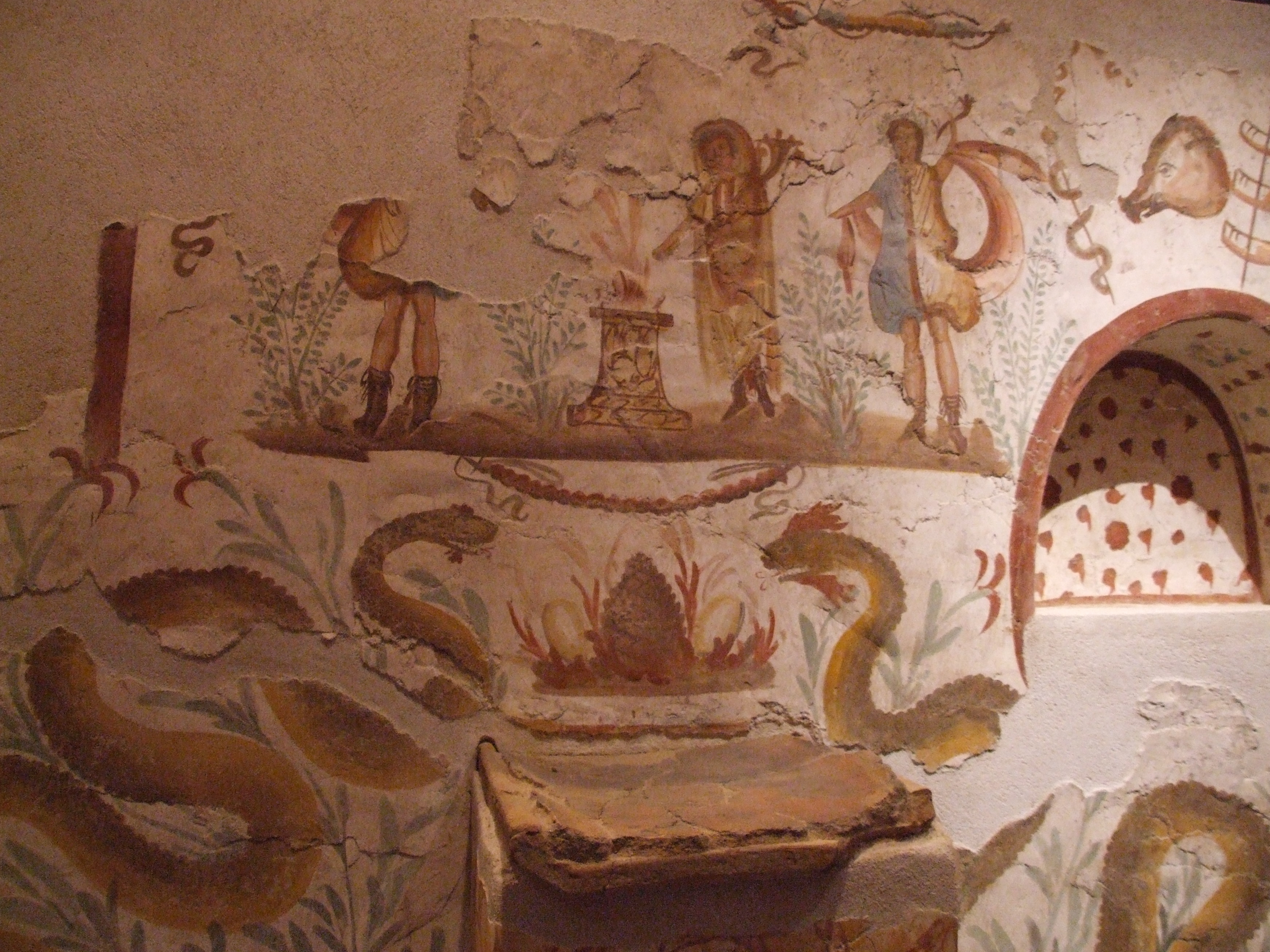
Detail van een lararium in Pompeji met offeraltaar en nis voor godenbeeldje, de slangen staan symbool voor de lares loci (de Laren van de plaats).

De Lar familiaris draagt ook wel de naam van Lar Pater en hij heeft betrekking op al het lief en leed, dat het huisgezin en het geslacht treft. Elke gebeurtenis, die enige invloed op het familieleven uitoefent, wordt de aanleiding tot een gebed, tot een verheerlijking, tot een offer bij het altaar van de Lar. Dat altaar was de huiselijke haard. Vooral op het land bleef de voorzaal van het huis, het atrium, lang de plaats, waar men zich aan de gemeenschappelijke dis verenigde. Bij de haard in dat vertrek stonden de beelden van de Laren, eenvoudige, uit hout gesneden beelden (cf. xoana). Het was de taak van de matrona (huisvrouw) om voor die beelden te zorgen en ze 's avonds, eer zij zich ter ruste begaf, te reinigen. Op de Kalendae, de Nonae en de Idus (de 1ste, 5de of 7de en 13de of 15de dag) van iedere maand moest zij de Lar familiaris een offer brengen naar haar vermogen en tot hem bidden.
Vooral de Kalendae van de maand mei waren hun geheiligd. Die dag droeg den naam van Lararia. Dan werd hun een feest gevierd, waarbij de tussenkomst van een priester evenwel overbodig was. In de familiekring lag de verantwoordelijkheid voor de uitvoering van de riten immers bij de paterfamilias.
Bij elk feest in de familia werden de beelden van de Laren met een krans versierd, meestal zoo groot en zwaar, dat de kleine beelden van de Laren geheelenal onder bloemen en bladeren waren verborgen. Bij iedere maaltijd kregen zij ook een offer van spijs en drank; onder eerbiedig zwijgen werd dit in daartoe bestemde schoteltjes (patellae) op de haard gezet en in het vuur geworpen, nadat de eerste schotel was genuttigd. Dan sprak men de woorden: "Dii propitii!" (vrij vertaald: "mogen de goden de maaltijd zegenen!") en gebruikte de verdere gerechten.
De beelden van de Laren werden op het platteland (Lares rurales) bij elke feestelijke gelegenheid met was geboend; in de stad werden zij reeds spoedig van gebakken aarde, van steen of van metaal vervaardigd. Zij stelden hen voor met opgegorde toga's en hoorns, schalen of kannen in de hand.
Omdat men, wanneer men thuiskwam of vertrok, ze groette, ontstond in de keizertijd de gedachte van twee jongemannen, twee Lares, door wie men onderweg beschermd werd: de Lares viales (voor reizen over land) en de Lares permarini (voor reizen over zee. Later werd hun ook macht toegeschreven over het land, de zee, steden enz. en versmolten ze met andere soorten godheden en beschermgeesten zoals de Genii, de Larvae, de Penaten en de Manes.
Nog te vermelden zijn de Lares domestici (d.i. de Laren van het huis) en Lares loci (d.i. de Laren van de plaats (van het huis); deze was onafhankelijk van wie er woonde en werd verbeeld door een slang).

### Lares compitales
Naast de Lares familiares zijn de Lares compitales of viales publici de belangrijkste, zowel op het land als in de stad. Men zou ze Lares publici kunnen noemen in tegenoverstelling van de Lares familiares als Lares privati. "Compitum" is het punt, waar verschillende wegen samenkomen, en ook het gebouw, dat op zulk een druk punt van verkeer is opgericht, waaraan meestal verschillende kapellen waren verbonden. Daar pleegden degenen, die in de nabijheid van zulk een punt woonden, bijeen te komen, om te spreken over hun gemeenschappelijke aangelegenheden, en om gemeenschappelijke volksfeesten te vieren, vooral op het land. Daar hadden dan ook de Laren, die beschermgeesten waren van de ganse buurt, hun heiligdom; in de stad was die kapel van de Laren zozeer het eigendom van de buurt, waartoe zij behoorde, dat de jonge vrouw, als zij het eerst de woning van haar man betrad, zich door een schijnkoop deel moest verwerven aan de dienst niet alleen van de Lares familiares van haar nieuwe woning, maar ook van de Lares compitales, van de buurt, waarin voortaan haar verblijfplaats zou zijn.
Deze Lares compitales waren, althans in de stad, d.i. Rome, altijd twee in getal, twee broers, zonen van Mercurius en Lara. Hun eredienst werd geregeld bij de verdeling van de stad in wijken door Servius Tullius. Jaarlijks moest hun in iedere wijk een offer gebracht worden, waartoe ieder huis van de wijk een offerkoek moest opbrengen. Zij, die uit naam van de buurt het offer brachten, moesten daarin niet worden bijgestaan door vrije mannen, maar door slaven, een instelling, die bestemd was om het bewustzijn levendig te houden, dat ook de slaven tot de familia behoorden. Dat feest, de Compitalia genaamd, viel kort na de Saturnalia in, doch niet ieder jaar op dezelfde vaste dagen. Onder de gebruiken, daarbij in acht genomen, waren er sommige, die aan de vroegere mensenoffers herinnerden.
In de nacht werden poppen van wol op de kruispunten en aan de huisdeuren opgehangen en in huis werden bollen van papaver en knoflook verbrand, opdat deze zouden gelden voor de lichamen en de hoofden van de huisgenoten, waarbij men dan verhaalde, dat de boze Tarquinius Superbus eens werkelijk kinderen als offer voor de Lares en hun moeder (in deze legende Mania geheten) had geëist, maar de goede Lucius Iunius Brutus in de plaats daarvan een zachter gebruik had ingevoerd. Ook zoenoffers en andere offers ter aandenken aan de gestorvenen werden bij gelegenheid van dit feest op de kruispunten gebracht. Maar bovendien hadden er allerlei volksvermaken plaats, waarbij vuistvechters, toneelspelers en zwaardvechters hun kunsten ten beste gaven. Deze volksvermaken stonden in hoog aanzien en in hoge gunst; vandaar dat de rijkere burgers dikwijls de kosten daarvan geheel of gedeeltelijk op zich namen, om zich de gunst van het plebs te verwerven.
In de late republiek ontstonden er zelfs collegia compitalicia, dat wil zeggen: verenigingen, die de regeling van deze spelen (ludi compitalicii) op zich namen. Zij ontvingen daarvoor van de volksleiders ruime ondersteuning, waartegen zij bij elk straatrumoer of bij elke oproerige beweging tot wederdienst waren bereid. Zo kwam deze dienst in oneer. Augustus herstelde hem echter. Hij verbood alle staatkundige verenigingen en maakte daardoor ook een einde aan het misbruik, dat van de Compitalia werd gemaakt. Hij gaf voorschriften omtrent het op gezette tijden bekransen van de beelden van de Lares compitales en maakte de wijkmeesters, die hij aanstelde, verantwoordelijk voor de geregelde viering van de Compitalia. Maar bovendien voegde hij bij de twee Lares Compitales een beeld van de Genius Augusti, d. i. de personificatie van zijn eigen genius, toe die na zijn dood tot god werd verheven. Zo moest het Romeinse volk niet alleen in Rome zelf, maar ook door gans Italië, naast de voorvaderlijke beschermgeesten van zijn woning de persoonlijke beschermgeest van de keizers aanbidden, die daardoor als het ware de beteekenis kreeg van een goede geest van zijn volk.

### AndereLares
Ook onder verschillende andere namen werden de Lares vereerd. Vooreerst is er sprake van de Lares grundules, naar het schijnt een oude dienst, waarin bij de Laren nog een zeug werd gevoegd met dertig biggen, een symbool van Alba Longa met zijn dertig koloniën. Verder de Lares praestites, d. i. de beschermers en bestuurders van de stad, (cf. Lares Patrii, d.i. Laren van het vaderland) die steeds door een hond werden begeleid en in hondenvellen waren gekleed. Zij hadden een zeer oud, maar door ouderdom vervallen altaar, waarop men op 1 mei, de oude feestdag van de Lares (de zogenaamde Lararia), die door Augustus in ere werd hersteld, offers bracht; de Lares Hostilii, die de stad tegen vijanden beschermden, de Lares permarini, aan wie door Lucius Aemilius Regillus na een gelukkig zeeslag tegen de vloot van koning Antiochus III een tempel was beloofd, die in het jaar 179 v.Chr. werd ingewijd. Deze tempel lag op het Marsveld. Ook deze Lares hadden een eigen feestdag, en wel op 22 december. Behalve deze tempel van de Lares stond een tweede op het hoogste punt van de Via Sacra, die aan de Lares publici was gewijd. Deze tempel was door Augustus opgericht. Eindelijk worden nog de Lares alites, d. i. "gevleugelde Laren" genoemd, naar wie een wijk in Rome haar naam droeg.

## Noot
1. ↑  Exploratorium: Beeldje van een Lar
2. ↑  Het is een punt van discussie of het hier werkelijk gaat om pseudo-mensenoffers of een zuiver reinigingsritueel.